# Politburo do Partido Comunista do Vietnã
O Politburo do Partido Comunista do Vietnã, formalmente o Bureau Político do Comitê Central do Partido Comunista do Vietnã (em vietnamita: Bộ Chính trị Ban Chấp hành trung ương Đảng Cộng sản Việt Nam Khoá), é o órgão máximo do Partido Comunista do Vietnã (PCV) entre as reuniões do Congresso Nacional e da Plenária do Comitê Central. De acordo com as regras do Partido, o Politburo é quem define a orientação geral do governo.
Os membros do Politburo são eleitos e ranqueados pelo Comitê Central logo após o Congresso Nacional do Partido. O atual Politburo (13º mandato) foi eleito pela 1ª Sessão Plenária do 13º Comitê Central no rescaldo do 13º Congresso Nacional e é composto por 18 membros. O primeiro membro classificado é o Secretário Geral do Comitê Central.

## Deveres e responsabilidades
O Politburo é uma subunidade do Comitê Central, o órgão supremo para assuntos partidários. Os membros do Comitê Central, findo o Congresso do Partido, elegem livremente a composição do Politburo. O número de membros do Politburo também é decidido pelos membros do Comitê Central. Até 1990, havia duas formas diferentes de membros do Politburo: plenos e suplentes. Quando o Secretariado foi abolido em 1996, um Comitê Permanente do Politburo (também conhecido como Conselho Permanente do Politburo) foi estabelecido. Ao contrário do Secretariado, o Comitê Permanente do Politburo foi nomeado pelo Politburo e não pelo Comitê Central (embora os dois órgãos tivessem funções quase idênticas). O Comitê Permanente do Politburo foi abolido em 2001 no 9º Congresso Nacional, e o Secretariado foi restabelecido. Os membros eleitos recebem classificações em uma ordem de precedência.
O Politburo é o órgão dirigente dos assuntos do Partido; o Comitê Central se reúne apenas duas vezes por ano, mas o Politburo pode implementar políticas que tenham sido aprovadas pelo Congresso anterior do Partido ou pelo Comitê Central. É dever do Politburo garantir que as resoluções do Congresso do Partido e do Comitê Central sejam implementadas nacionalmente. Também é responsável por assuntos relacionados à organização e pessoal, e tem o direito de preparar (e até convocar) uma sessão plenária do Comitê Central. O Politburo pode ser anulado pelo Comitê Central, como aconteceu em 2001, quando o Politburo votou a favor da manutenção de Lê Khả Phiêu como Secretário-Geral; o Comitê Central respondeu derrubando a decisão do Politburo, demitiu Lê da política ativa e forçou o Comitê Central a eleger um novo Secretário-Geral após o 9º Congresso Nacional.

### Poder em relação ao estado
Antes das reformas de Nguyễn Văn Linh durante o final dos anos 1980, o Politburo era o órgão supremo de tomada de decisão em todas as áreas do partido e do Estado. Antes de 1988, o Politburo não tinha uma diretriz clara sobre suas responsabilidades em questões socioeconômicas. Devido a essa falta, o Politburo frequentemente se intrometia nos assuntos do Conselho de Ministros (o governo central). Até 1988, o Politburo fazia planejamento detalhado e decisões orçamentárias; a partir de 1988, o Politburo decide a orientação geral de um plano, mas permite que o governo central tome decisões socioeconômicas detalhadas. O papel abrangente do Politburo antes de 1988, confundia os papéis do partido e do Estado no processo de tomada de decisão. Outro problema até 1988 era que muitos membros do Politburo eram funcionários importantes dentro do Estado.
O Politburo tem o poder não oficial de nomear membros do governo central por meio da Assembléia Nacional do Vietnã. Como a Assembleia Nacional é dominada pelo partido, a liderança do partido tem influência considerável na nomeação de membros do governo central. No entanto, mesmo que o Politburo decida a nomeação de funcionários, os membros do partido podem se opor às indicações.

## Membros atuais
O atual Politburo de 18 membros foi eleito em 31 de janeiro de 2021 no primeiro plenário do 13º Comitê Central do Partido.  Nguyễn Phú Trọng foi reeleito para seu terceiro mandato como secretário-geral do Partido Comunista do Vietnã, cargo que ocupa desde 2011.